# Paphiopedilum spicerianum
Paphiopedilum spicerianum é uma espécie de orquídea (Orchidaceae) do Sudeste Asiático.